# زيلينيفكا (خيرسون)
زيلينيفكا (Зеленівка) هي مدينة في خيرسون أوبلاست في أوكرانيا.
يبلغ عدد سكانها حوالي 5357 نسمة.